# Inledsen
Inledsen (fornsvenska inleþsn) eller hovering  var en svensk tradition, att bruden på söndagen eller helgdagen närmast efter bröllopet i bröllopskläder skulle framträda i kyrkan, och överlämna gåvor som frambars till altaret.
Enligt Sven Bælter tillgick inledsen sålunda:
Under Påfwedömet har och warit brukeligt, at unghustrun togs i Kyrkan af Presten, nästa Sön⸗ eller Helgedag efter Bröllopsdagen, hwilket Lagen kallade Inledsen. Efter Reformationen hafwe wi wäl icke haft derpå någon lag; dock är samma sed en lång tid behållen. Den nyß gifta hustrun stälte sig i wapenhuset, hwarest Presten läste öfwer henne den bön, som finnes efter Evangelium på andra Söndagen efter Trettondedagen. Sedan tog han henne i handen, och ledde henne innom Kyrkodörren, då hon bar fram på altaret ost och kaka. Detta kallades Unghustruns Hofwering; men är nu aflagdt.
Nils Lovén förmodade, att denna sed utvecklats till seden att ”hämta hell”:
Söndagen efter bröllopet skulle de nygifta tidigt infinna sig i kyrkan, för att som det hette ”hämta hell,”, eller nedkalla öfwer sig himlens wälsignelse. De borde då wara de förste, som infunno sig i kyrkan, och tillbringa, under bön och åkallan, några stunder ensamma der före Gudstjänstens början. Äfwen om någon annan af församlingen skulle tidigare än brudparet hafwa infunnit sig wid kyrkan, gick han ej in förr än de inträdt och vistats der en stund under denna wackra och tysta ceremoni. Mannen förde då hustrun till hennes bänk och uppsökte sedan sitt bänkrum, hwarpå de båda föll på knä och i bönens andakt överlemnade sin framtid i hans händer, som leder allt efter sitt goda och wisa behag. Om någon wid inträdet i kyrkan warseblef brudparets nedböjda hufwuden, hejdade han merendels sin gång och stannade, tills de efter slutad bön⸗andakt suto upprätta i sina stolar.